# Acantholimon venustum
Acantholimon venustum är en triftväxtart som beskrevs av Pierre Edmond Boissier. Acantholimon venustum ingår i släktet Acantholimon och familjen triftväxter. Utöver nominatformen finns också underarten A. v. assyriacum.